# Gengenbach
Gengenbach é uma cidade da Alemanha, no distrito de Ortenaukreis, na região administrativa de Freiburg, estado de Baden-Württemberg.
É uma das cidades mais visitadas da Floresta Negra. Nas suas ruas foram filmados, entre outros, Charlie e a fábrica de chocolate.

## Património
- Câmara Municipal do estilo barroco
- Igrejas
- Marktplatz (praça do comércio)